# ジュリアン・バーディ
ジュリアン・バーディ（Julien Bardy、1986年4月3日 - ）は、ポルトガルの元ラグビーユニオン選手。

## プロフィール
- フランス・クレルモン＝フェラン出身[1]。
- ポジションはフランカー(FL)。
- 身長 188cm、体重 98kg
- ポルトガル代表通算キャップ数は24。

## 略歴
ASMクレルモンを経て、2017年、モンペリエに加入。
2020年、現役を引退した。